# Jehad Abdussalam Muntasser
Jehad Abdussalam Muntasser (àrab: جهاد المنتصر, Jihād al-Muntaṣir) (Trípoli, 26 de juliol de 1978) és jugador de futbol libi.
La seva carrera futbolística ha transcorregut majoritàriament a clubs italians de segon nivell destacant el Catania, Triestina, Perugia Calcio o Treviso, amb breus estades a Anglaterra (disputà un partit amb el primer equip de l'Arsenal FC), Qatar o Líbia.
Disputà amb la selecció del seu país la Copa d'Àfrica de Nacions 2006.